# Al-Iskandarijja
Al-Iskandarijja (arab. الإسكندرية) – miasto w centralnym Iraku, w muhafazie Babilon. Liczy 64,8 tys. mieszkańców. Leży ok. 40 km na południe od Bagdadu, w pobliżu Eufratu. Zostało założone jeszcze w starożytności przez Aleksandra Wielkiego.